# Robinsonia
Robinsonia é um género botânico pertencente à família Asteraceae.